# Río Ene
El río Ene es un río del Perú que constituye la parte superior del curso del río Ucayali, y, por tanto, parte también del curso principal del río Amazonas. Discurre por la vertiente oriental de los Andes peruanos, en la parte sur del país.

## Geografía
Este río se forma por la confluencia del río Mantaro y el río Apurímac a unos 400 m s. n. m., el punto donde se unen los departamentos de Junín, Cusco y Ayacucho 12°15′46″S 73°58′44″O / -12.26278, -73.97889). 
Se extiende sobre la parte oriental de la provincia de Satipo, siguiendo su curso una dirección de sur a norte, en la selva de Junín. Su valle es objeto de lento poblamiento. El río Ene es de corto recorrido (180,6 km), bajando 160 metros de altura, desde los 468 m s. n. m. hasta los 308 m s. n. m. (metros sobre el nivel mar).
Sus principales afluentes son los ríos:
- Anapati 11°55′47″S 73°58′48″O / -11.92972, -73.98000
- Mamiri y Quempiri 11°52′17″S 73°55′27″O / -11.87139, -73.92417
- Catshingari 11°43′30″S 74°00′18″O / -11.72500, -74.00500
- Quiteni 11°40′37″S 74°00′50″O / -11.67694, -74.01389
- Saniberi 11°35′42″S 74°04′53″O / -11.59500, -74.08139

El río Ene confluye con el río Perené cerca del pueblo de Puerto Prado en el distrito de Río Tambo, para formar el río Tambo (11°10′07″S 74°14′16″O / -11.16861, -74.23778). Luego, río abajo, sus aguas forman parte del río Ucayali (al unirse al río Urubamba) y más abajo al río Marañón y finalmente forman parte del río Amazonas en territorio peruano.
- Datos: Q934733
- Multimedia: Ene River / Q934733